# 마리안 베버

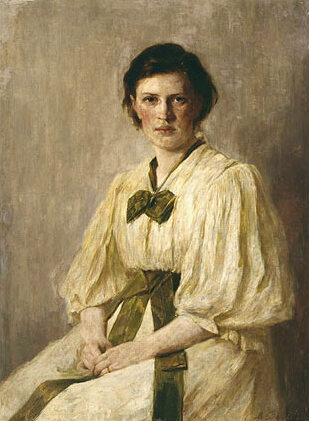
마리안 베버 (1896)

마리안 베버(Marianne Weber, 1870년 8월 2일 ~ 1954년 3월 12일)는 독일의 사회학자이자 여성운동가다. 막스 베버의 아내다.

## 생애

### 아동기
마리안 슈니트거는 1870년 독일 노르트라인베스트팔렌주 데트몰트현에서 의사 에두아르드 슈니트거와 유명한 지역 사업가 칼 베버의 딸 안나 베버 사이에서 태어났다. 1873년 어머니 사후 노르트라인베스트팔렌주 렘고로 이사를 가 친척 어른들에 의해 키워졌다. 이때 아버지와 아버지의 두 형제들은 정신이상 때문에 보호 시설로 보내졌다. 마리안이 16세가 됐을 때 칼 베버는 렘고와 하노버에 있는 부유층들이 다니는 학교로 보내졌고 19세에 졸업했다. 1889년 이후 어머니의 자매인 알비네와 살았다.
1891년 마리안 슈니트거는 먼 친척인 베버 가족를 만나 막스 베버와 그의 외숙모, 헬레네와 많은 시간을 보냈다. 어머니 없이 자라온 마리안은 헬레네를 자신의 모친으로 생각할 정도로 가깝게 지냈는데, 당시 헬레네가 들려준 자신이 견뎌내야만 했던 가정 폭력사는 추후 마리안의 사상에 많은 영향을 끼친다.
1893년 마리안 슈니트거는 막스 베버와 결혼해 베를린의 아파트로 이사를 갔다.

### 결혼 생활

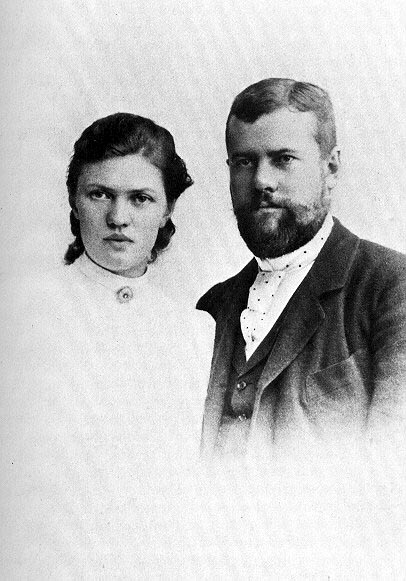
1894년 베버 부부

결혼 생활 첫 수년 간 막스 베버는 베를린에서 가르쳤고 이때 마리안 베버는 공부를 계속했다. 1894년 프라이부르크로 이사간 후 그녀는 신칸트주의 철학을 주도하는 하인리히 리케르트와 공부했다. 그녀는 또한 1895년 정치모임에서 유명한 페미니스트의 연설을 듣고 여성운동에 참가하기 시작했다. 1896년 하이델베르크에서 그녀는 페미니스트 사상 모임을 공동조직했고 또한 막스 베버와 같이 대학에 다니는 여학생 수준을 고양하기 위해 활동했다.
1898년 막스 베버는 신경 쇠약을 앓았는데 헬레네를 못살게 굴던 부친의 사망 이후에 발병한 것으로 보인다. 1898년부터 1904년 공직 생활을 쉬고 정신과 시설을 들락날락하고 강박적으로 여행하고 하이델베르크 대학 지위에서 퇴임했다. 이때 부부의 역할이 바뀌었다. 막스 베버가 집에서 휴식을 취하며 회복할 때 마리안 베버는 이따금씩 밤늦게에도 정치적 모임에 참가했고 1900년 저서 '피히테의 사회주의와 마르크스주의자 독트린에의 연관'(Fichtes Sozialismus und sein Verhältnis zur Marxschen Doktrin)을 펴냈다.
1904년 베버 부부는 아메리카로 여행가서 확고한 페미니스트들이자 활발한 정치적 개혁가들인 제인 애덤스와 플로렌스 켈리와 교류했다. 또한 그 해에 막스 베버는 공적인 일들을 재개하고 개신교 윤리와 자본주의 정신 등의 저서를 펴냈다. 당시 마리안도 자신의 학문을 추구하며 1907년 '법 개발에서의 아내와 어머니' (Ehefrau und Mutter in der Rechtsentwicklung) 등의 저서를 펴내는 등 활동을 계속 했다.
1907년 베버 부부가 유산을 상속 받아 경제적으로 여유가 생기자, 마리안 베버는 자신의 지식인 살롱을 세웠다. 1907년과 제1차 세계 대전 발발 사이 마리안 베버는 지식인 및 학자로서의 지위 상승을 즐겼고 1909년 '이혼문제', 1912년 '결혼의 권위와 자율성', '가사 평가에 대하여', 1913년 '여성과 객관적 문화'를 펴냈다. 막스 베버가 마리안 베버를 그녀의 학문적 가치를 깎아내리는 사람들로부터 보호하는 등 베버 부부가 공적인 생활에서 서로의 편을 들어줬지만 막스 베버는 엘제 야페와 바람피웠다.
1914년 제1차 세계 대전이 발발했다. 막스 베버가 강의, 군병원조직, 평화협상가 조언가, 신생 바이마르 공화국 공직생활 등으로 바쁜 동안 마리안 베버는 1914년 '신여성', '결혼의 이상', 1916년 '윤리적 문제로서의 전쟁', 1917년 '대학 여성의 형태 바꾸기', 1919년 '성적 생활을 형성하는 힘', '여성의 특별한 문화적 일' 등의 저서를 펴냈다.
1918년 마리안 베버는 독일 민주당원이 됐고 바덴 연방주의회 대표로 뽑힌 첫 여성이 됐다. 1919년 독일여성협회연대(Bund Deutscher Frauenvereine)의 회장직을 맡았다. 1920년 막스 베버의 남매 릴리가 갑자기 자살했고 베버 부부는 그녀의 자녀 넷을 입양했다. 릴리의 자녀를 입양하고 얼마 지나지 않아, 1920년 6월 14일 막스 베버는 폐렴에 걸려 갑작스럽게 사망에 이른다.

### 과부 생활
마리안은 남편의 예상치 못한 죽음으로 인해 공적, 사회적 생활을 중단하고, 남편의 저서를 정리하는데 시간을 보냈다. 1924년 하이델베르크 대학교로부터 남편의 저술을 정리하여 편찬한 것과 그녀 자기 자신의 학문적 업적으로 명예박사를 받았다. 1923년부터 1926년 '막스 베버:전기'(Ein Lebensbild)를 썼다. 1926년 주간 살랑을 재개했고 청중 최대 5천 명에게 연설을 했다. 이 기간 동안 가까운 친구들의 도움으로 릴리의 자녀들을 키웠다.

#### 나치 독일 기간
마리안 베버의 페미니스트 대중 연설가로서의 경력은 1935년 아돌프 히틀러가 독일여성협회연대를 해산과 동시에 끝이 났다. 그녀는 대신 나치가 나라를 장악하고 있던 1945년까지 주간 살롱을 열었다. 당시 그녀는 나치의 잔혹행위에 대해 교묘하게 비판했었지만, 마리안은 1945년 호워드 베커와의 인터뷰 중 "우리는 살롱의 주제를 철학적, 정치적, 미적 주제로 제한했고 나치는 암암리에 비판했다. 우리 중 누구도 순교자가 될 그릇이 아니었다"라고 밝혔다. 하지만 그녀는 은연 중에 7·20 음모에 얽힌 사람들을 알았다고 했다.
이 기간 중에도 1935년 '여성과 사랑'(Frauen und Liebe), 1942년 '보람있는 인생'(Erfülltes Leben) 등의 책을 냈다.

### 이후
1954년 3월 12일 당시 서독이었던 하이델베르크에서 죽었다.

## 활동
마리안 베버 사회학의 기초는 가부장적 사회에서의 여성이었다. 그녀는 당대 독일 여성들의 경험들을 썼는데 그들은 처음으로 노동자가 됐다. 외부세계에의 이러한 여성들의 첫 노출은 가정 내에서의 성차별에 근거한 역학 관계를 전환했다. 남성에 의해 만들어지고 지배되는 법, 종교, 역사, 경제는 여성의 삶에 대한 형태를 마련했는데 그들의 자율성은 그 결과로 침해받았다. 마리안 베버는 또한 결혼 형태와 구조는 결혼으로서의 더 큰 사회를 위한 시범 연구로서 이용될 수 있고 여성의 결혼할 운명은 여성의 삶에 핵심적이며 법, 종교, 역사, 경제의 스펙트럼을 가로질러 보일 수 있다고 느꼈다. 결혼이 여성의 삶을 제한하는 동안 여자들이 "계약으로서 남자의 핵심 권력"을 약화하는 것을 막는다고 인정했다. 마리안 베버의 저작은, 특별히 1907년 '법 개발에서의 아내와 어머니'는 결혼 제도 연구에 헌신했다. 그녀의 결론은 결혼은 '권력과 친밀감에 대한 복합적이고 현재진행형인 협상인데 이 속에서 돈, 여성의 일 그리고 성(性)이 핵심 사항"이다.
그녀의 활동의 또다른 핵심은 여성 활동이 사회적 개인과 사회적 세계의 건설과 재생산을 이끌고 지도하는데에 쓰일 수 있었다는 것이다. 인간 활동은 위생, 정직같은 일상적 가치들로부터 철학과 언어같은 더 추상적인 현상에 이르기까지 문화적 생산물들을 낳는다. 양극단 사이에 연구되지 않은 "즉각적 일상 생활의 타협안"이라고 불리는 중간 영역이 있는데 이곳에서 여성들은 아동 양육자, 가족의 매일매일의 경제적 행위자가 되어 더 큰 부분을 맡는다. 중간 영역은 본모습이 탄생하고 이 세상의 일상적 행위들에서 타인에게 영향을 끼치는 곳이다. 그녀는 또한 영혼과 동물성 사이의 지속적 투쟁은 사람을 사람답게 만들고 해결되어야 할 위기라기보다는 자연성과 도덕적 형태 사이의 갈등이 인간 존엄의 기초를 형성한다고 느꼈다. 이러한 "도덕적으로 자유로운 인간 의지의 지배 하에 본능적 인생의 예속된 인간의 수 천 년의 투쟁"은 여성이 크게 책임지는 생산물을 위한 문화적 생산이다. 결국 마리안 베버는 또한 계급, 교육, 나이, 그리고 기초적 이데올로기의 차이들이 여성의 일상생활에 영향을 미친다고 느꼈다.

### 게오르크 지멜과 마리안 베버
게오르크 지멜과 막스 베버의 학문적 연관에 대한 논의가 프랑크푸르트 학파에 대한 영향과 관련해서 있어왔지만 마리안 베버 또한 지멜의 동료였다. 막스 베버와 지멜이 자주 서신을 교환했던 20년 이상의 우정에 덧붙여서 마리안 베버는 1911년 지멜의 에세이 '성문제에서 관련되어 있고 절대적인'을 비판했는데 이때 그녀는 그의 '젠더 관계' 개념을 비판했다. 두 사람 모두 '여성 문제'를 다뤘고 더 넓게는 '성별을 반영한 개인의 모드, 사회적 차별과 젠더 차이'에 대해 다뤘다.